# Victorien Bastet
Victorien Antoine Bastet fue un escultor francés nacido en Bollène el 17 de enero de 1852, fallecido en la misma localidad el 5 de marzo de 1905.

## Datos biográficos
Los padres de Victorien Bastet fueron pequeños propietarios de una explotación agrícola; desde muy joven se dedicó al trabajo propio del campo como agricultor. No fue hasta los 19 años cuando comenzó su formación en la escuela de Bellas Artes de Aviñón. Como estudiante obtuvo una beca para continuar sus estudios en París, en la école des Beaux-Arts.
Cumplió con el servicio militar en Béziers donde entró en contacto con Joseph Vallarino, un rico mercader que ejerció de mecenas.
Antes de su muerte el 5 de marzo de 1905, sufrió una hemiplejía desde 1902 ; Jules Belleudy, escritor, periodista y prefecto, escribió sobre el escultor: 

Si sus miembros entan paralizados, su cerebro se encuentra intacto y ha podido ver a los hombres que tienen una reputación en el mundo, para ser mecenas, regateando con sus obras y aprovecharse de su agonía para llevárselas por nada; ha sido presa de los Thenardier del arte.·

Una calle de Bollène porta su nombre y esta misma villa hizo levantar un monumento conmemorativo.

## Su obra
Sus principales obras fueron las siguientes: 
- Un busto en mármol retrato de Joseph Roumanille inaugurado el 12 de agosto de 1894 en presencia de Frédéric Mistral en la square Agricol Perdiguier de Aviñón[4]
- Seis medallones en cerámica esmaltada que adornan una parte del Museo de arte de Toulon que representan a: Jean-Honoré Fragonard, Jean Nicolas Laugier, Julien Simon, Christophe Veyrier, Bernard Turreau, llamado Toro, y Joseph-Louis Hubac ; exceptuando a Fragonard, todos estos artistas son de Toulon.[5]
- Una estatua de Eva en Choisy-le-Roi.[6]

Esculturas de Victorien Bastet
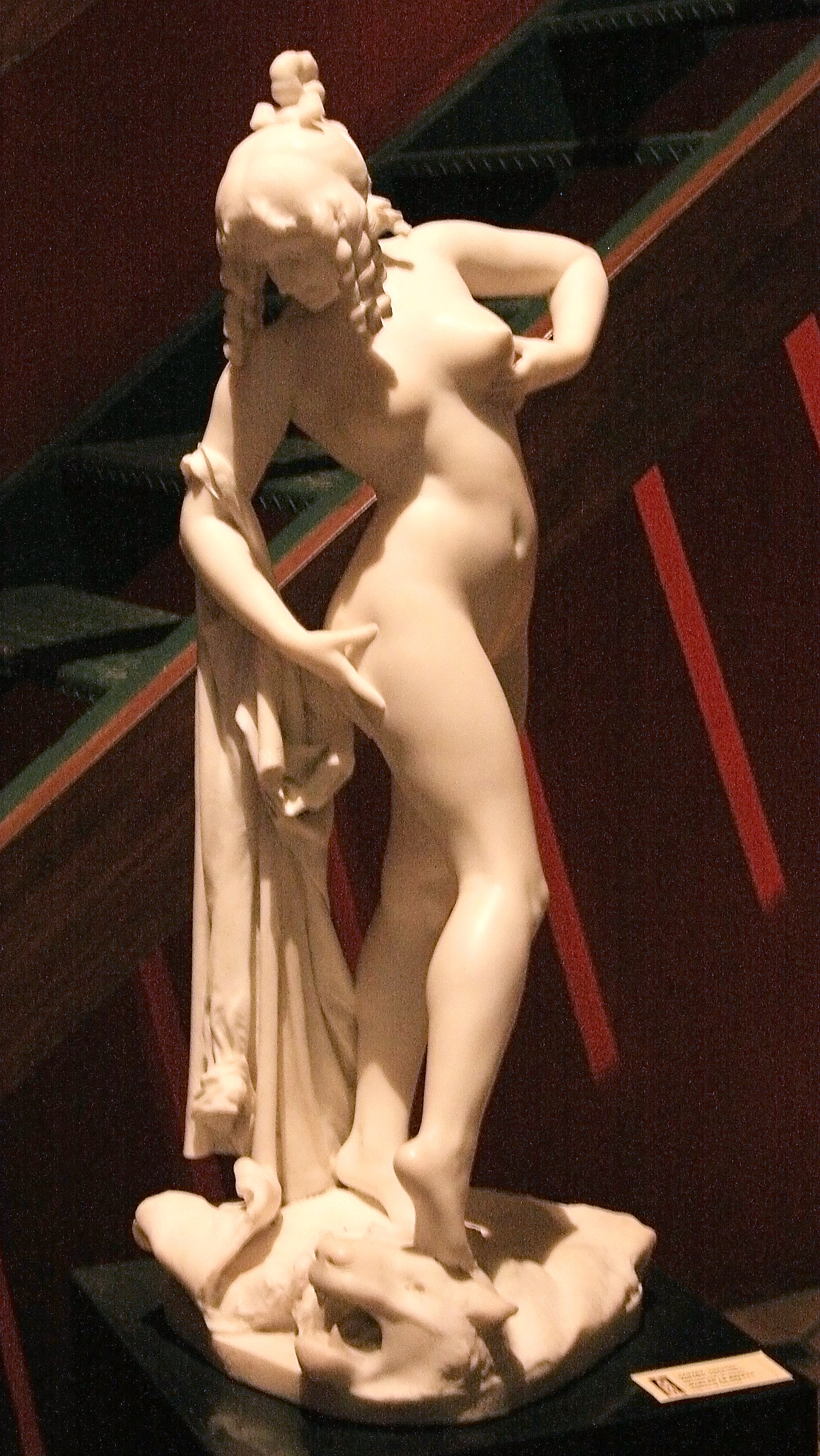
Grain de Beauté
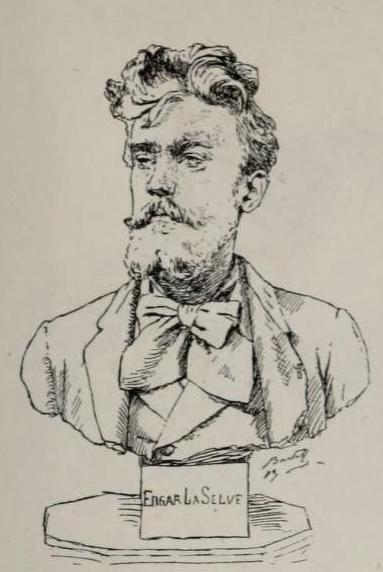
Busto de Edgar La Selve
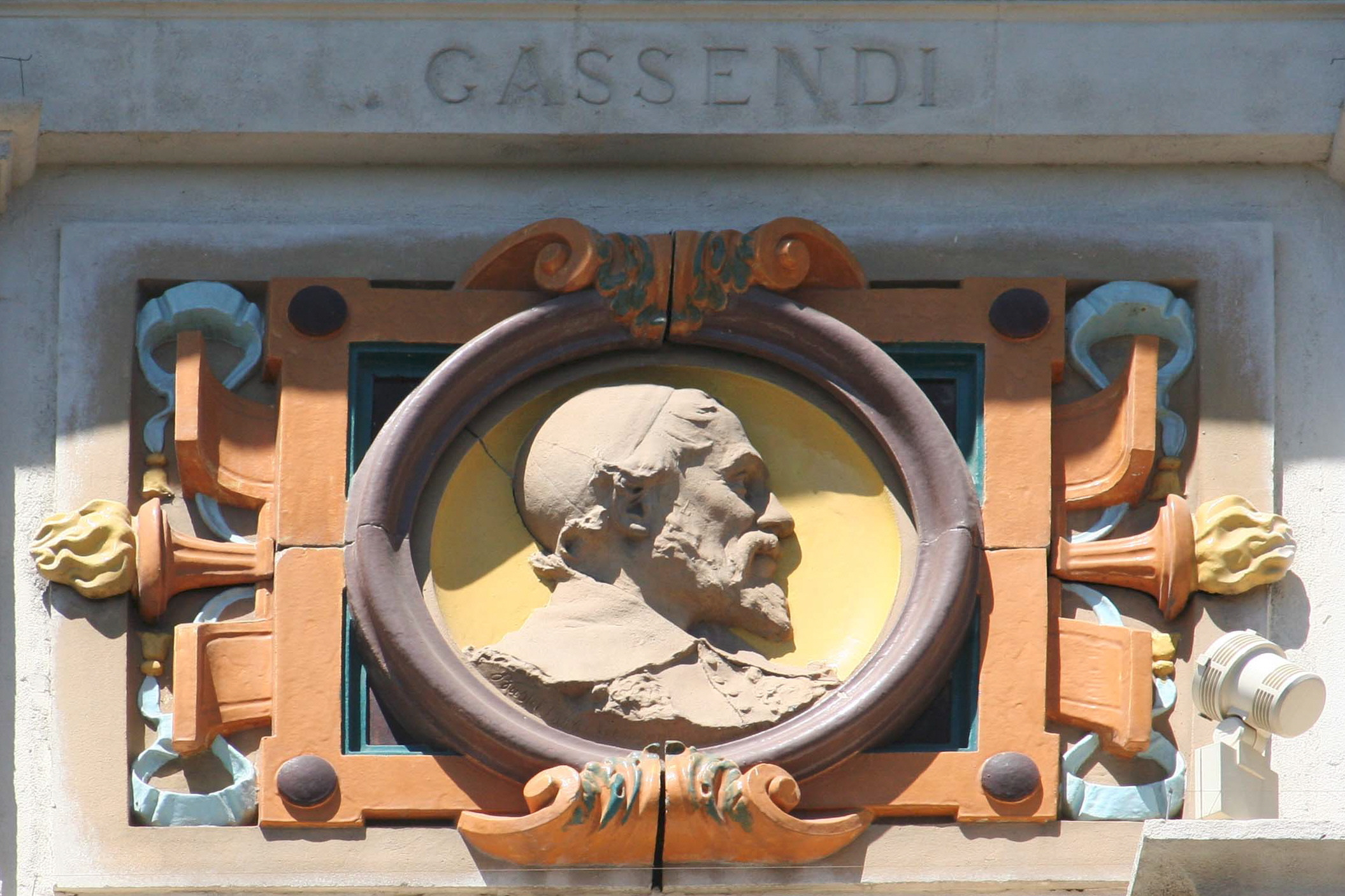
Pierre Gassendi Musée d'art de Toulon
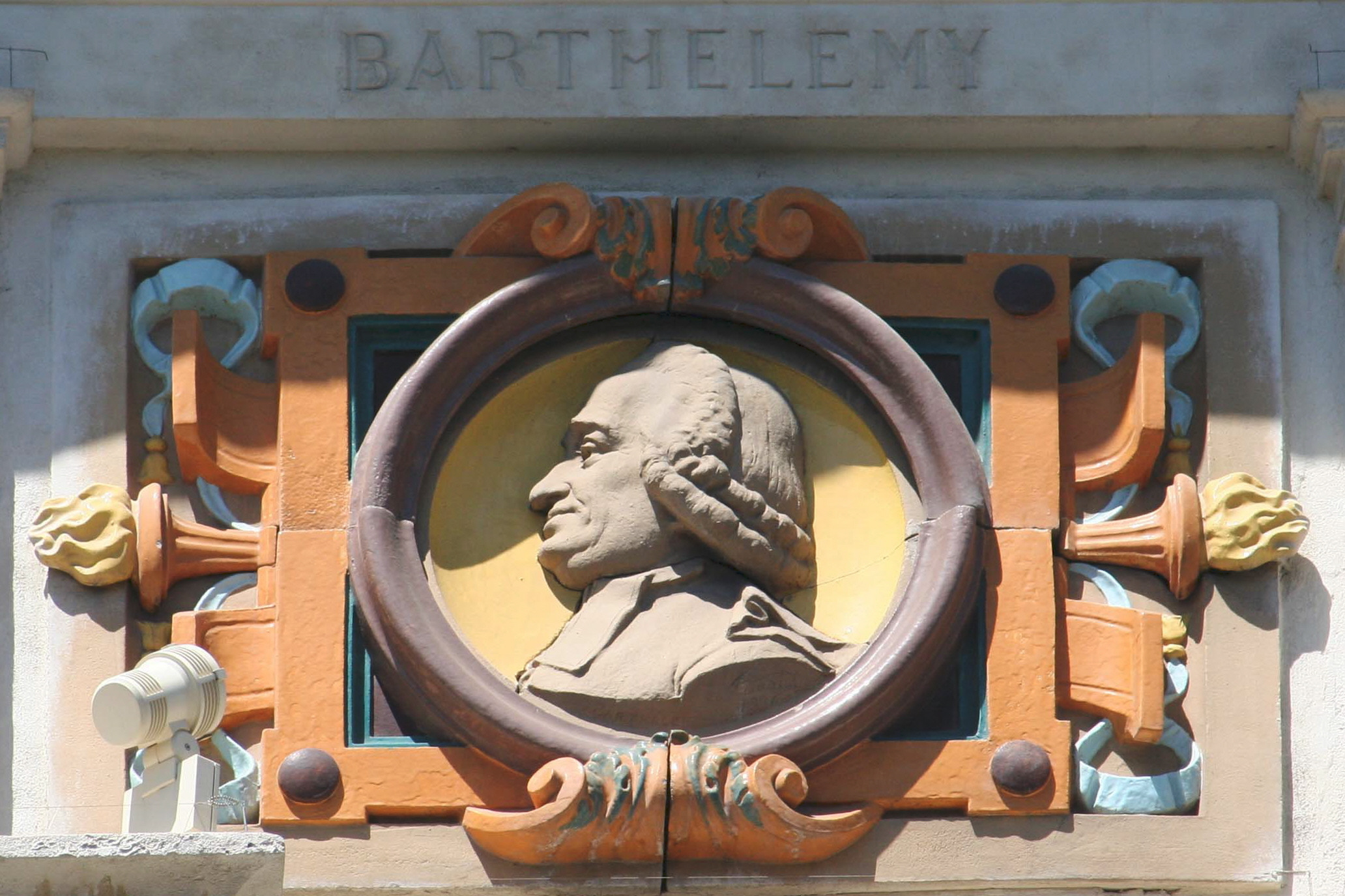
Jean-Jacques Barthélemy Musée d'art de Toulon
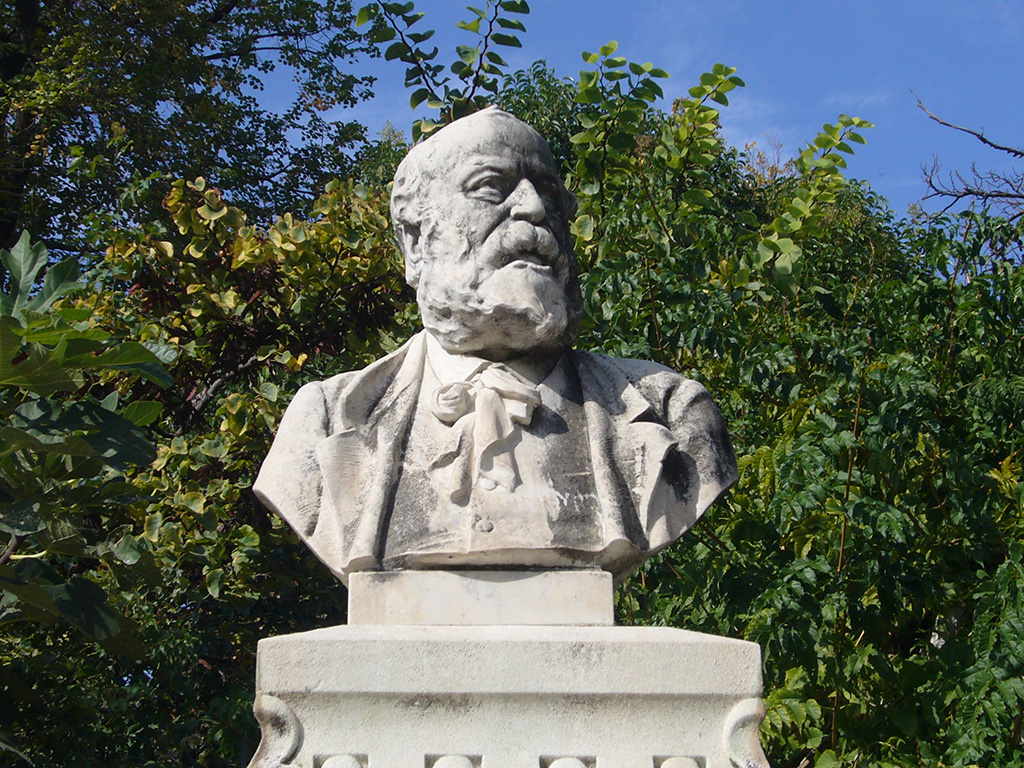
Buste de Roumanille à Avignon
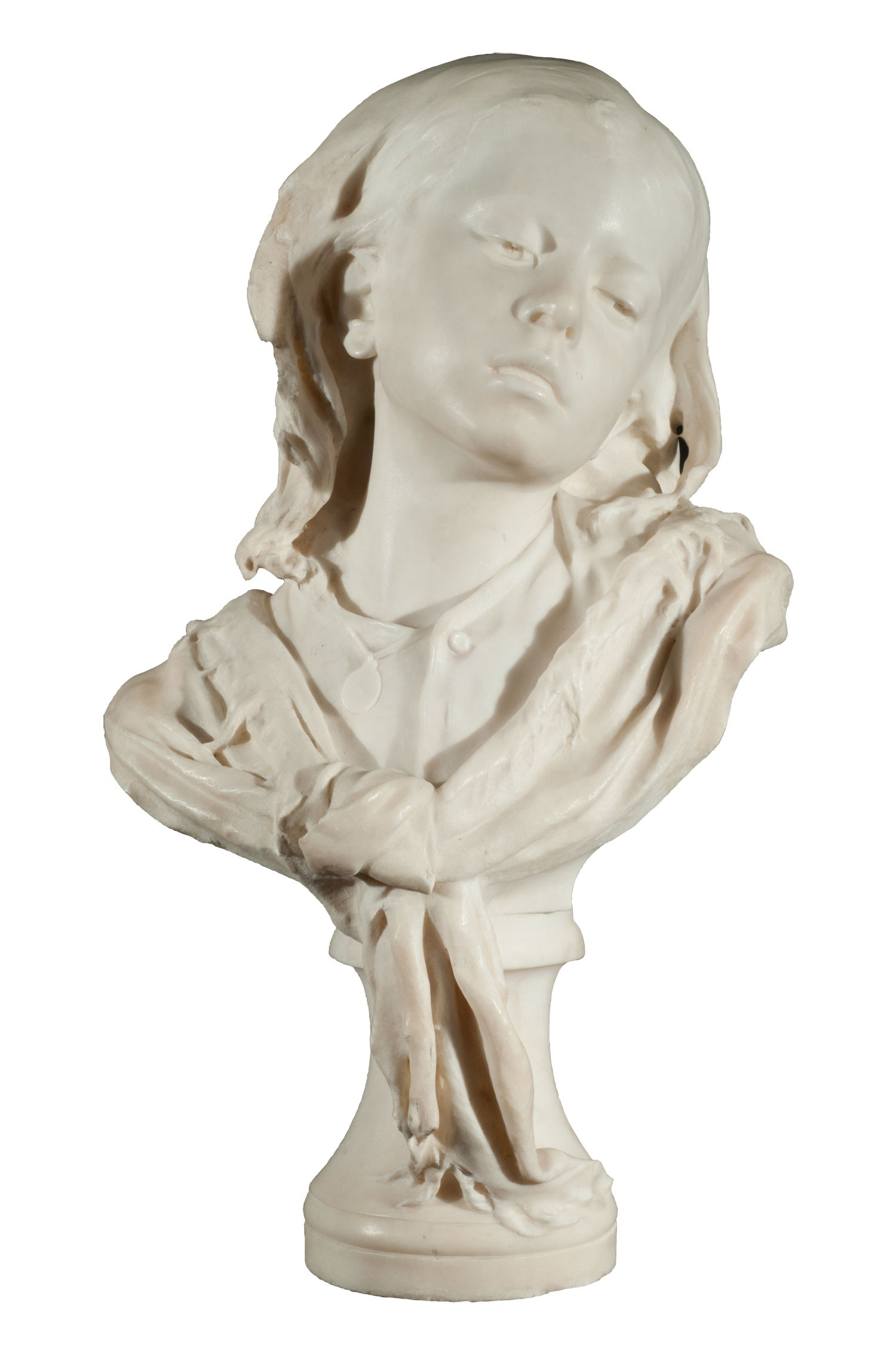
La Abandonada